# Sphagnum pungens
Sphagnum pungens là một loài rêu trong họ Sphagnaceae. Loài này được G. Roth mô tả khoa học đầu tiên năm 1906.